# Aledjo-Koura
Aledjo-Koura är en ort i kommunen Bassila i Benin. Den är belägen i departementet Donga i västra Benin. Orten ligger nära gränsen till Togo.